# IC 4276
IC 4276 ist eine Edge-On-Spiralgalaxie mit ausgedehnten Sternentstehungsgebieten vom Hubble-Typ Sc? im Sternbild Wasserschlange südlich des Himmelsäquators. Sie ist schätzungsweise 406 Millionen Lichtjahre von der Milchstraße entfernt und hat einen Durchmesser von etwa 170.000 Lj. 

Im selben Himmelsareal befinden sich u. a. die Galaxien NGC 5182, IC 4260, IC 4262, IC 4286.
Das Objekt wurde am 4. Mai 1904 von Royal Harwood Frost.